# جيسي دوارتي
جيسي ياسمين دوارتي (بالإنجليزية: Jessie Duarte)‏ (19 سبتمبر 1953 - 17 يوليو 2022)، هي سياسية جنوب أفريقية، شغلت منصب نائب الأمين العام للمؤتمر الوطني الأفريقي. وناشطة مناهضة للفصل العنصري، عملت بشكل مختلف كمساعدة خاصة للزعيم نيلسون مانديلا، وسفيرة لبلدها في موزمبيق ومتحدثة باسم حزب المؤتمر الوطني الأفريقي، قبل أن تتولى منصب نائب الأمين العام لحزب المؤتمر الوطني الأفريقي عام 2012. وهي أخت الكاتب الروائي أحمد دانغور.